# Roxton Falls
Roxton Falls (AFI: /ᴚɔkstɔnfɑlz /), antiguamente Metcalf y Black, es un municipio de pueblo perteneciente a la provincia de Quebec en Canadá. Está ubicado en el municipio regional de condado (MRC) de Acton en la región de Montérégie-Est.

## Geografía

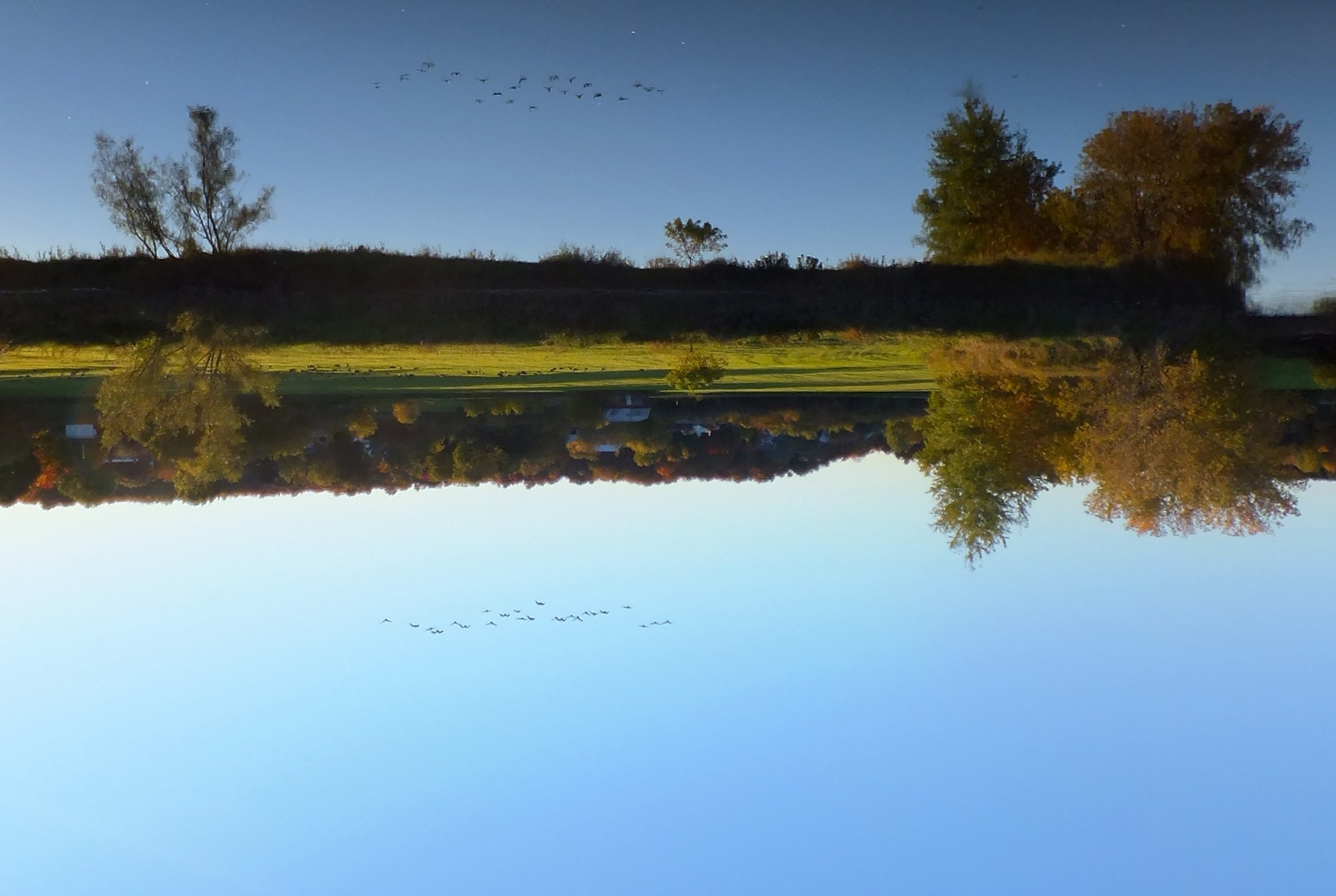
Rivière Noire (Río Negro)

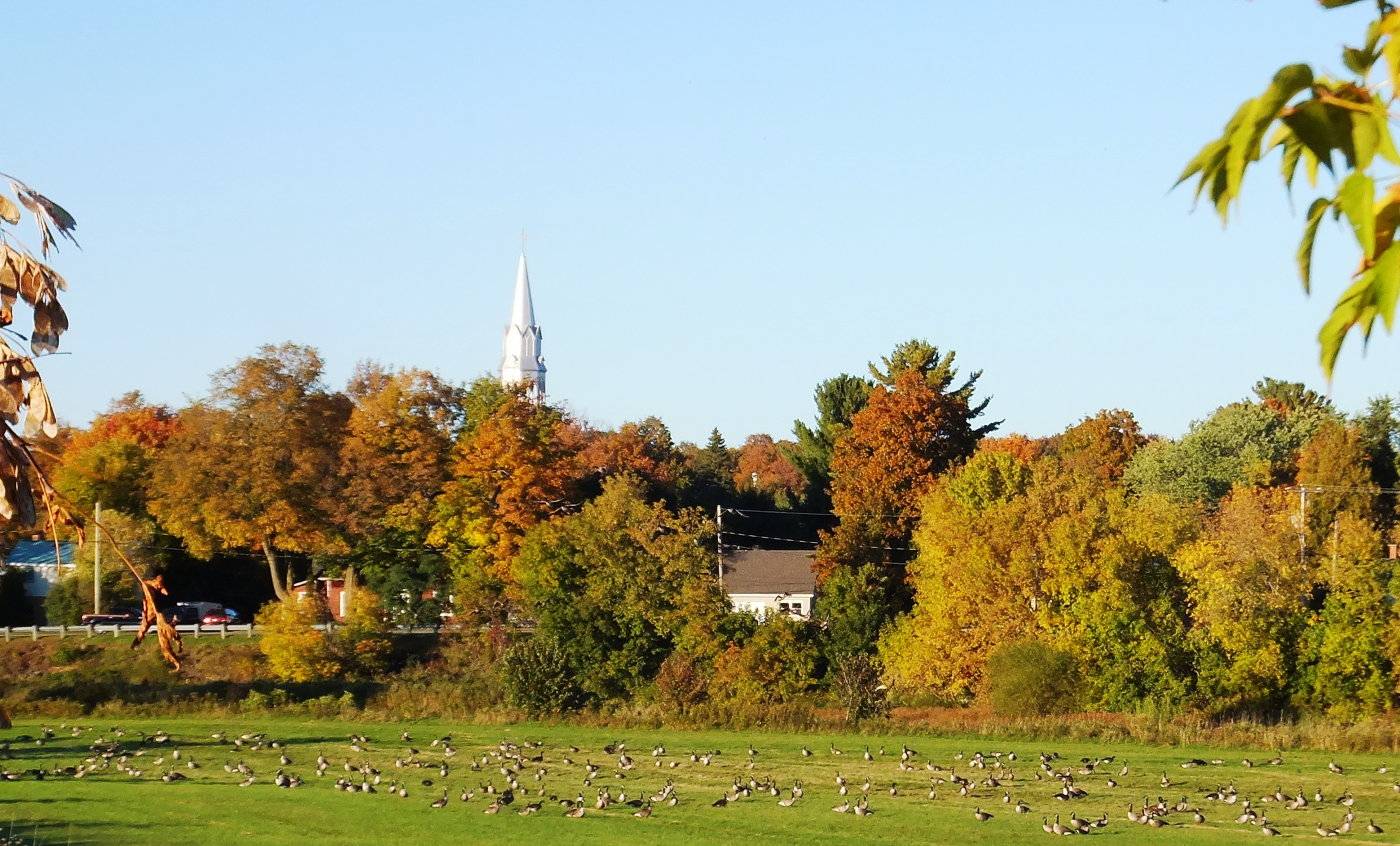
Llanura aluvial del Negro

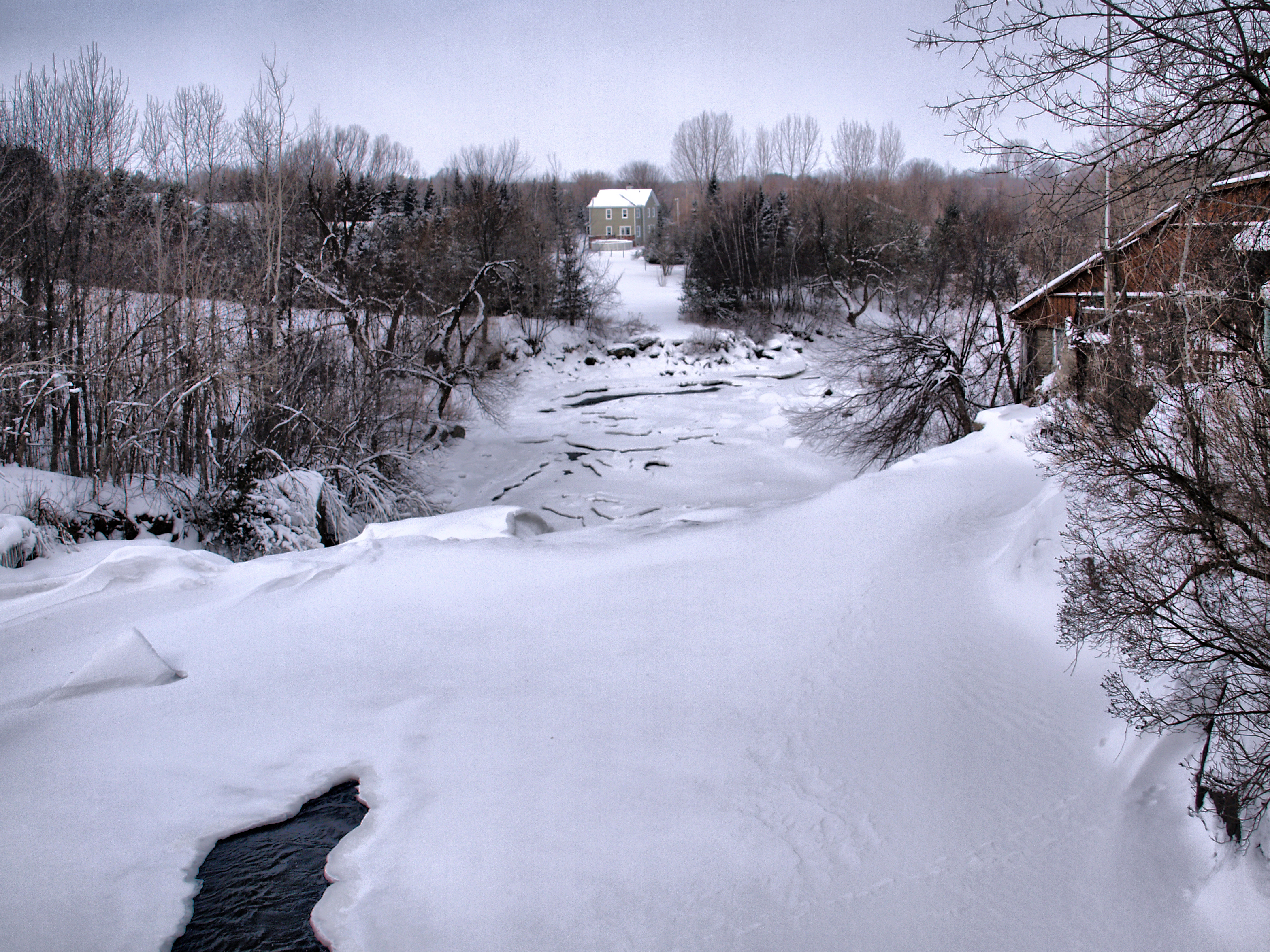
Catarata de Roxton Falls

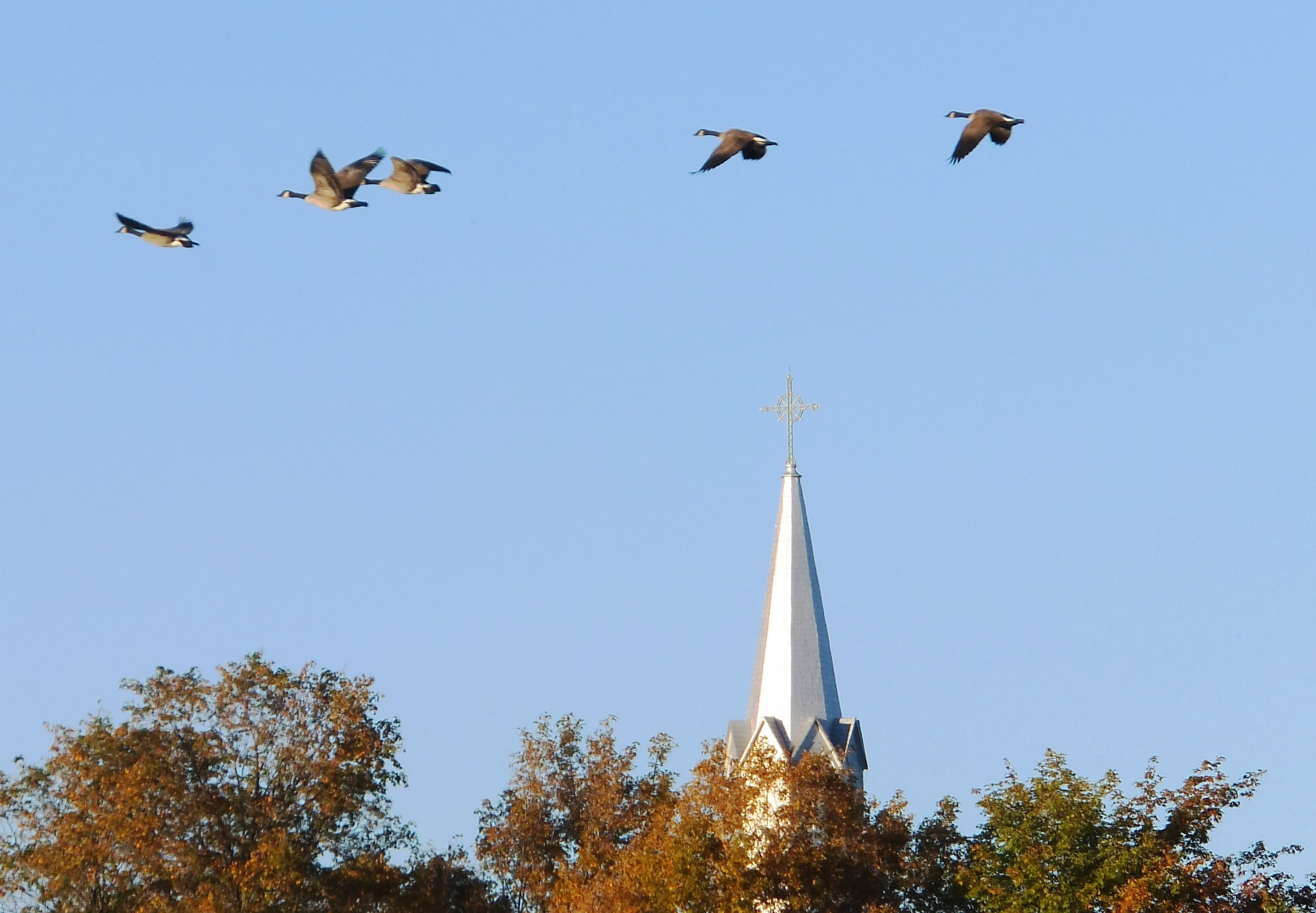
Barnaclas canadienses sobrevolando Roxton Falls

Roxton Falls se encuentra 35 kilómetros al este de Saint-Hyacinthe. Su territorio está encerrado por el del municipio de cantón de Roxton. Su superficie total es de 5,10 km², de los cuales 4,99 km² son tierra firme y 0,11 km² en agua. El río Negro baña el pueblo.

## Urbanismo

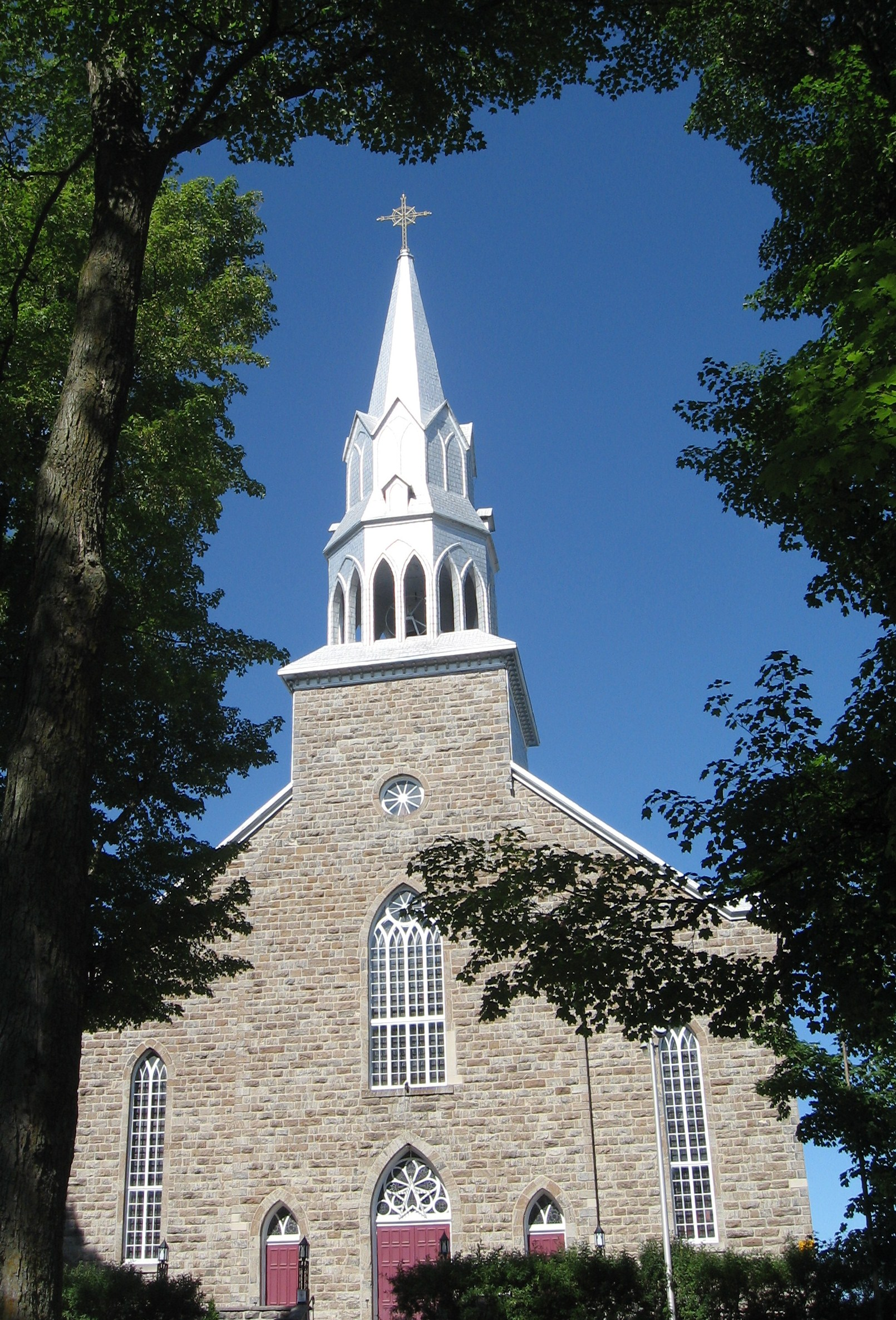
Iglesia Saint-Jean-Baptiste

La rue Notre-Dame (carretera nacional  QC 139 ) une las dos orillas del Negro. Al suroeste, el chemin de Granby (carretera nacional  QC 139  sur) va hacia Roxton Pond y Granby. Al norte, la rue de Roxton (carretera nacional  QC 139  norte) se dirige hacia Acton Vale. Al sur, el chemin de Shefford (carretera regional  QC 241  sur) une la población de Roxton Falls a Saint-Joachim-de-Shefford y a Waterloo. Al noreste, la rue Notre-Dame (carretera regional  QC 222  este) va hacia Sainte-Christine y Valcourt. Al sureste, la rue de la Rivière y el rang Sainte-Geneviève permite de ir a Béthanie. La ciclovía Route verte 4 atraviesa el pueblo del norte al sur.

## Historia
El luego fue llamado Metcalf así como Black, como el nombre del río en inglés. La primera mención conocida del nombre de Roxton en la región fue en 1795 sobre la mapa de Gale y Duberger, antes la venida de los lealistas, recordando el pueblo de Roxton en el condado de Bedford en Inglaterra. La oficina de correos de Roxton Falls abrió en 1852. El municipio de pueblo de Roxton Falls fue instituido por separación del municipio de cantón de Roxton en 1863.

## Política
El consejo municipal se compone del alcalde y de seis consejeros sin división territorial. El alcalde actual (2015) es Jean-Marie Laplante. Los municipios de pueblo de Roxton Falls y de cantón de Roxton estudiaron en 2009 los impactos fiscales de la fusión de los dos municipios.
|            | 2005-2009                                                                     | 2009-2013 | 2013-2017                                                                            |
| Alcalde    | Jean-Marie Laplante                                                           | Jean-Marie Laplante                                                                                          | Jean-Marie Laplante                                                                  |
| Consejeros | Marcel Bonneau Yvon Côté Laurent Denis Michel Massé Louise Quintal Daniel Roy | Marcel Bonneau Richard Houde Cécile Labrecque Marie-Ève Massé** Louise Quintal* Stéphane Rochette Daniel Roy | Marcel Bonneau Lynda Cusson Pierre Dagenais Richard Houde Marie-Ève Massé Daniel Roy |

 * Consejero al inicio del termo pero no al fin.  ** Consejero al fin del termo pero no al inicio. 
A nivel supralocal, Roxton Falls forma parte del MRC de Acton. El territorio del municipio está ubicado en la circunscripción electoral de Johnson a nivel provincial y de Saint-Hyacinthe—Bagot a nivel federal.

## Demografía
Según el censo de Canadá de 2011, Roxton Falls contaba con 1265 habitantes. La densidad de población estaba de 259,1 hab./km². Entre 2006 y 2011 hubo una disminución de 40 habitantes (3,1 %). En 2011, el número total de inmuebles particulares era de 576, de los cuales 554 estaban ocupados por residentes habituales, otros siendo desocupados o residencias secundarias.
Evolución de la población total, 1991-2015

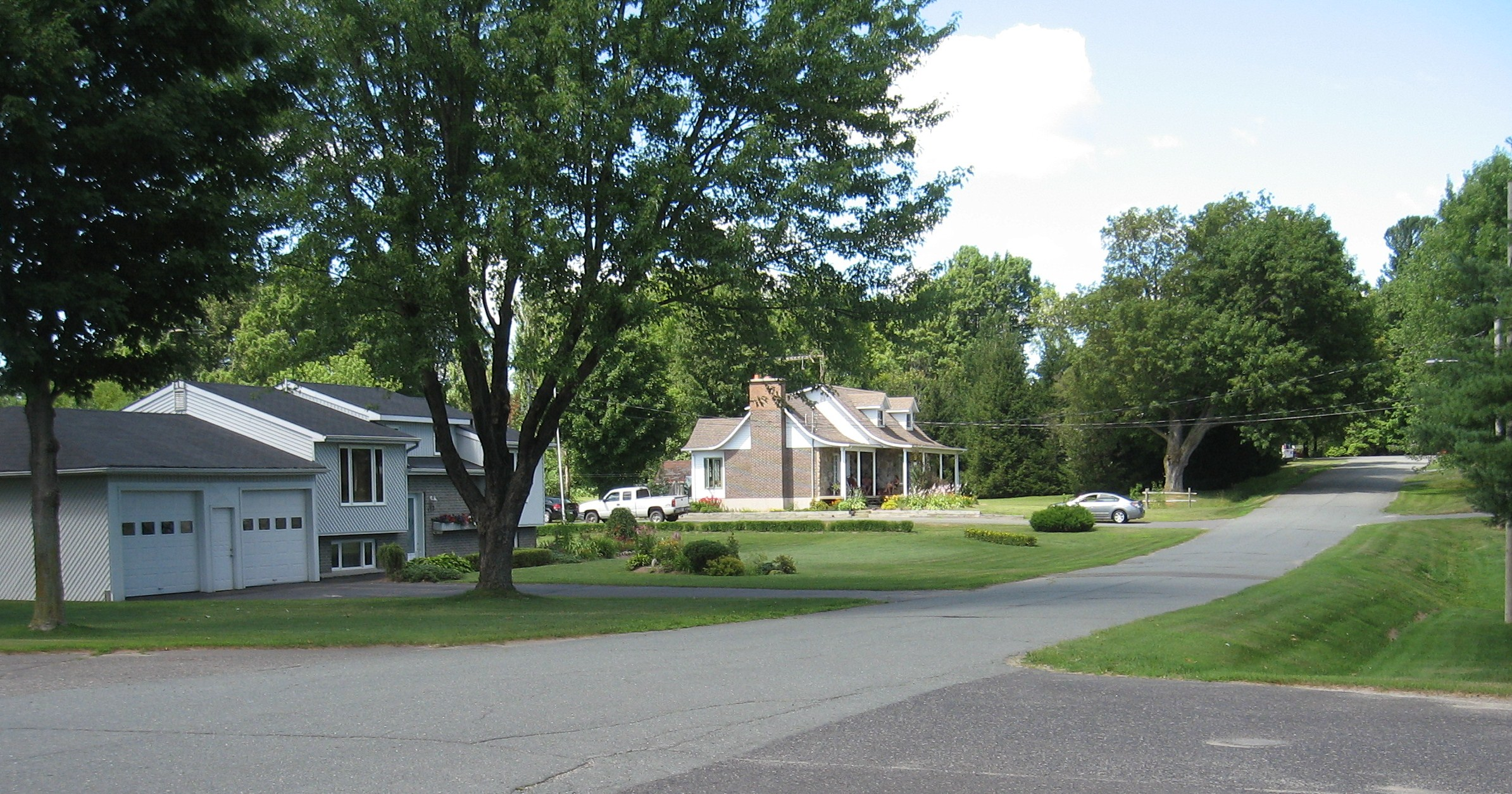
Calle de Roxton Falls

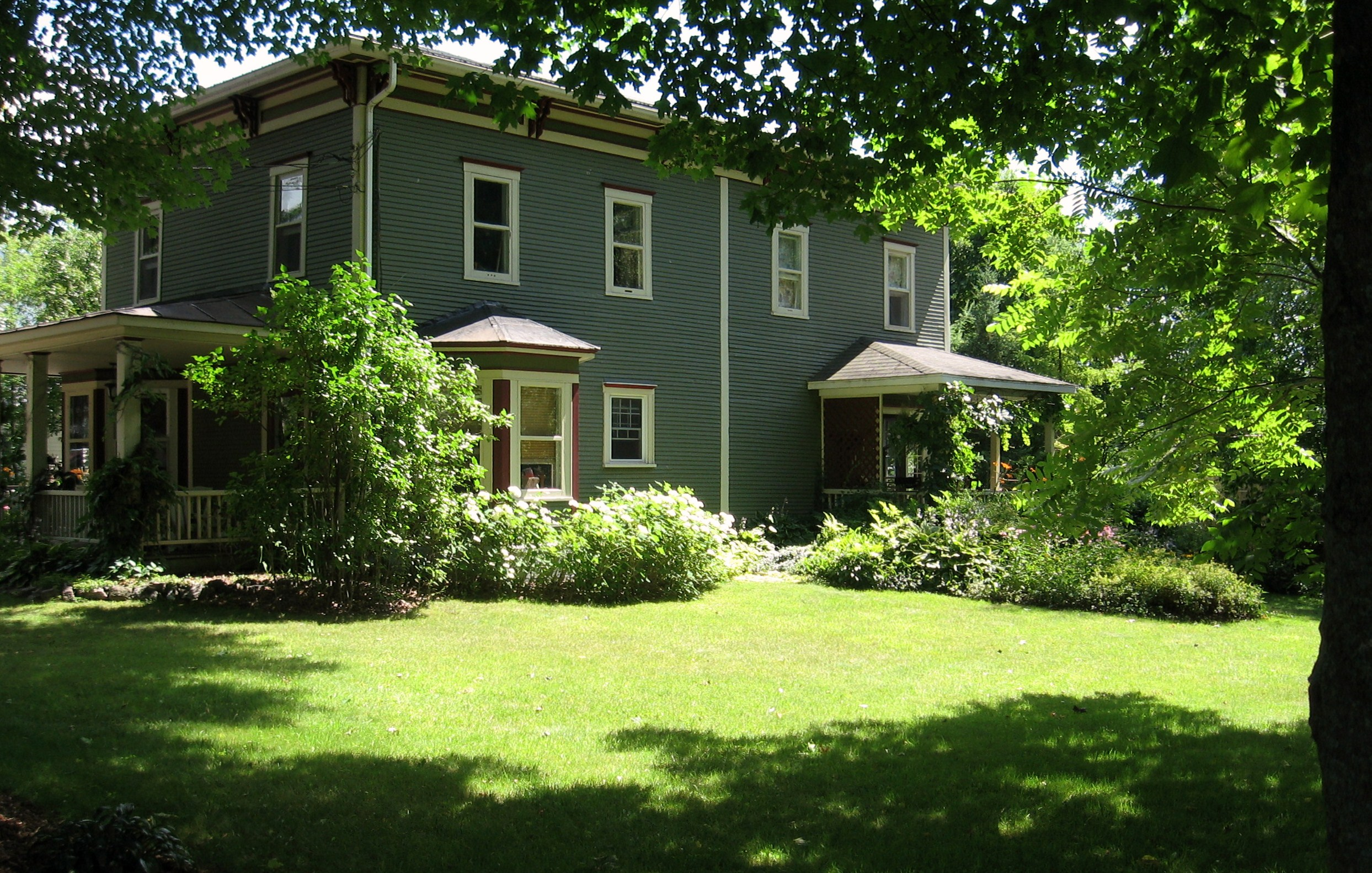
Casa de Roxton Falls

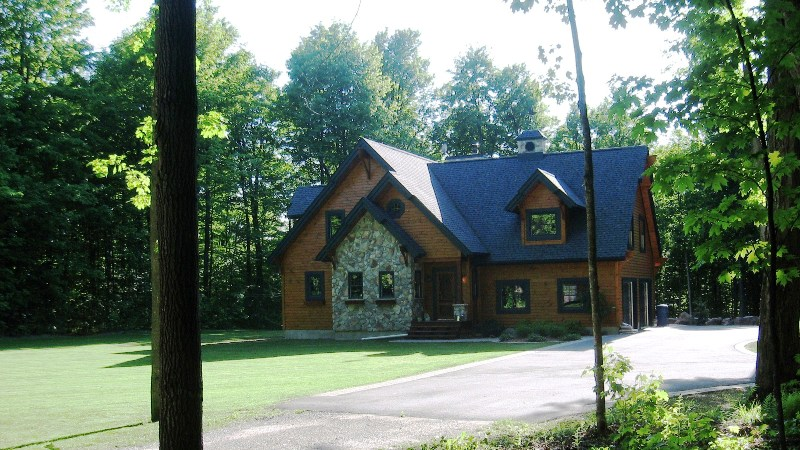
Casa de Roxton Falls